# Allantodia virescens
Allantodia virescens là một loài thực vật có mạch trong họ Woodsiaceae. Loài này được (Kunze) Ching miêu tả khoa học đầu tiên năm 1964.